# Danh sách thành viên của Running Man
Dưới đây là danh sách thành viên tham gia chương trình tạp kỹ Running Man Hàn Quốc tính đến nay.

## Danh sách các thành viên (cũ & mới)

### Thành viên hiện tại
| Tên           | Biệt danh | Khoảng thời gian                                    | Vai trò | Chú thích |
| ------------- | --- | --------------------------------------------------- | --- | --------- |
| Yoo Jae-suk   | Yoo-ruce Willis (유르스 윌리스) Yoo-hyuk (유혁) Yoomes Bond (유임스 본드) Grasshopper (메뚜기) Cicadanem (매미넴) Ddakji King (딱지왕) Yoo-hyuk mũi thính (개코유역) Yoda (요다) Vua châu chấu (뚜기왕) Chuyên gia tình yêu (연애고수) Huấn luyện viên tình yêu của Kwang-soo (광수의 연애코치) Yoo Jae Suk nhỏ (스몰 유재석) Yoomerang (유메랑) Miệng như núi Baekdu (입이 백두산) Chuột (쥐) Chuột Mickey (미키 마우스) Vua Goofball Adlib Adlib King (애드립 대왕) | Tập 1 – nay                                         | Người dẫn chương trình chính, người được biết đến với khả năng chạy trốn và tư duy nhanh nhạy trong các nhiệm vụ đua. Với tư cách là người dẫn chương trình chính, anh ấy đã được đưa vào vai nhân vật chính trong nhiều tập phim đặc biệt, khiến anh ấy có biệt danh là Yoo-mes Bond. Anh ấy được cho là có mối quan hệ thân thiết với rất nhiều khách mời trong chương trình, điều mà anh ấy thường khoe với các thành viên khác. Anh ấy cũng thường được nhắc đến với màu xanh lá cây trong suốt chương trình và còn được biết đến với biệt danh " châu chấu" từ những lần xuất hiện đầu tiên trên truyền hình do ngoại hình và anh thường hay mặc màu xanh lá. Anh ấy trở thành một trong những người chơi có khả năng nhất trong truyện, và cùng với Kim Jong-kook, được coi là một trong hai quyền lực chính trong các nhiệm vụ. Anh ấy cũng là một trong những người thông minh nhất và đó là một trong Ace Trio. Các bài hát chủ đề của anh ấy là "Step by Step" của New Kids on the Block và Moby. Màu biểu tượng của anh ấy là màu xanh lá cây. Con vật tượng trưng của anh ấy là một con châu chấu. |           |
| Haha          | Haroro (하로로) Roro (로로) Mad/Crazy Haroro (미친 하로로) Penguin (펭귄) Playboy (난봉꾼) Kid/Little Brat (꼬마) Little Hunter (꼬마사냥꾼) Schemer (모사꾼) Ha-Rad Pitt (하래드 피트) Bạch tuộc (주꾸미) King of Nonsense (넌센스의 왕) Se-chan's Hero (세찬의 헤로) Mapo Cotton Punch (마포 코튼 펀치) Mr. Dirty Moustache HaHa PD Old Fossil | Tập 1 – nay                                         | Người pha trò chính của dàn diễn viên và thường được các thành viên khác chọn vì chiều cao và ngoại hình giống với Pororo the Little Penguin. Trong những tập đầu tiên của chương trình, Haha có xu hướng cảm thấy mình là vai chính trong một bộ phim do trí tưởng tượng của mình tạo ra, cũng như là tay chơi của dàn diễn viên, vì anh luôn thổ lộ tình cảm của mình với các khách mời nữ. Khi mọi thứ không theo ý mình, anh ấy buông lời mắng mỏ, gây ra tiếng cười lớn cho dàn diễn viên. Tuy nhiên, điều này đã kết thúc khi anh đính hôn với ca sĩ Byul, thay đổi thành "đàn ông đã có gia đình" và trở nên rất thô bạo với khách nữ. Anh ấy là một trong những người chơi yếu nhất trong các nhiệm vụ, đôi khi không xé bảng tên được của ai ngay cả khi đang ở trong nhóm truy đuổi, đặc biệt là Jae-suk và Ji-hyo từ đội nhiệm vụ. Haha là một trong những kẻ phản bội, gian lận và hổ bướm của chương trình. Các bài hát chủ đề của anh ấy là "Perfect Love" của Lutricia McNeal và bài hát chủ đề của Pororo the Little Penguin. Màu biểu tượng của anh ấy là màu vàng. Con vật biểu tượng của anh ấy là một con chim cánh cụt. |           |
| Jee Seok-jin  | Mũi to (왕코) Linh dương (임팔라) Người khởi xướng cuộc đua (레이스 스타터) Yoo Jae Suk's Sunflower (유재석 의 해바라기) Black Hole (블랙 홀) Người nổi tiếng Paparazzi (연예인 파파라치) Suk-ja (석자) Jae-suk Parody (재수 패러디) Ji-dolph (지 돌프) Bánh xe thứ ba (세번째 바퀴) Ji vụng về (지석 바리) Cú đấm mật ong của Suyu-ri (수유리 의 허니 펀치) Biểu tượng của sự thờ ơ (무관심 의 아이콘) Dòng suối Jee (지 냇물) Ji-rasoni Jee-Sly (지 스 라이) | Tập 1 – nay                                         | Thành viên lớn tuổi nhất của chương trình và là một trong những người bạn thân nhất của Yoo Jae-suk, đã biết nhau hơn 20 năm. Được mệnh danh là "Người khởi xướng cuộc đua" trong các nhiệm vụ của cuộc đua, anh ta được cho là một trong những thành viên yếu nhất và thường xuyên bị loại nhất, dễ dàng đến mức các thành viên khác tuyên bố rằng cuộc đua đã chính thức bắt đầu sau khi anh ta bị loại. Anh ấy thậm chí còn được mệnh danh là "hố đen" của nhóm vì điều này. Anh ấy cũng là người cả tin nhất trong số các diễn viên, vì anh ấy dễ bị lừa, đặc biệt là đối với các khoản đầu tư kinh doanh, mặc dù đôi khi anh ấy cũng được miêu tả là người thông minh, đặc biệt là đối với lịch sử Hàn Quốc. Bài hát chủ đề của anh ấy là "House You Live In" của Park Jin-young. Màu tượng trưng của anh ấy là màu cam. Con vật biểu tượng của anh ấy là linh dương. |           |
| Kim Jong-kook | Sparta-kook (스파르타 국) Chỉ huy (능력자) Kookie (꾹 이) Hổ (호랑이) Huấn luyện viên Kook (꾹 코치) One Chance Master (원 찬스 마스터) Ông Capable (능력 씨) Cha vợ (시아버지) Kim - Bỏ đi (김 놔둬) Kook-minator (꾹 네이터) Jong-sook (종숙) Lackey's Boss (래키 의 보스) Gang Boss (갱 보스) Anyang Hothead (안양 꼬라지) Jerk of Anyang (안양 의 얼간이) Romantic Punch (낭만 주먹) Kim Thug Người yêu trứng | Tập 1 – nay                                         | Là thành viên mạnh nhất và dũng cảm nhất trong dàn diễn viên, Kim Jong-kook được biết đến với sức mạnh và kỹ năng của mình trong các nhiệm vụ đua. Trong các nhiệm vụ, anh ta được biết đến với những lần xuất hiện đột ngột thường kèm theo câu nói "Đây là Sparta!" lấy từ phim 300. Chiến thuật thông minh của anh ấy thường thành công khi loại bỏ các thành viên khác và kết quả là anh ấy được biết đến là người có cả bộ não và sự dũng mãnh. Anh ấy cũng là một trong những người thông minh nhất và đó là một trong Ace Trio. Đôi khi anh ấy cũng được xuất hiện để thể hiện aegyo của mình. Điểm yếu rõ ràng duy nhất của anh ấy là phụ nữ và anh ấy thường bị trêu chọc vì có tình cảm đặc biệt với Yoon Eun-hye. Anh ấy đối xử với Haha, Lee Kwang-soo và sau đó là Yang Se-chan như cấp dưới và thiếu tá của mình. Các bài hát chủ đề của anh ấy là "What We Need Is A Hero" của Alan Silvestri, bài hát của chính anh ấy "One Man" và "Gangsta's Paradise" của Coolio. Màu tượng trưng của anh ấy là màu đỏ. Con vật biểu tượng của anh ấy là một con Hổ. |           |
| Song Ji-hyo   | Ace (에이스) át chủ bài Blank Ji (멍지) Ji-hyo bất lương (불량 지효) Bạn gái thứ Hai (월요 여친) Mong Ji-hyo hay Mong Ji Song Ji-yok (송지 욕) Beardy Ji-hyo (수염 지효) Ji-hyo vàng (금지 효) Ji-hyo xinh đẹp Nữ thần may mắn (행운 의 여신) Nữ thần giấc ngủ (잠 의 여신) Nữ hoàng thể thao mạo hiểm (익스트림 스포츠 의 여왕) Nữ hoàng câu đố (퀸즈 오브 퀴즈) Nữ hoàng hủy diệt (파괴 의 여왕) Madam Gurie (귀리 부인) Song Vân (송 합차) Chị Cá (물고기 누나) Ji-hyo không biết gì (모르지 효) Rắn đuôi chuông (방울뱀) Cavewoman Ji-hyo (담지 효) Queen Red Hare Song xích thố (송적 도마) | Tập 2 – 5 (khách mời) Tập 7 – nay (thành viên)      | Thành viên may mắn nhất của chương trình, người ban đầu chỉ xuất hiện với tư cách khách mời, nhưng đã được thêm vào làm thành viên chính thức trong tập 5. Song Ji-hyo thường bị cho là chửi thề và trở nên tồi tệ các chương trình phát sóng (đặc biệt là do Lee Kwang Soo). Cô ấy thường được nhìn thấy với nét mặt bối rối hoặc trống rỗng trong hầu hết thời gian. Trong chương trình, cô ấy là một nửa của cặp đôi Monday Couple cùng với Gary. Cô ấy là một trong những người chơi mạnh nhất trong các nhiệm vụ với khả năng chạy, bắt bóng, sức khoẻ và trí thông minh tương tự như Yoo Jae-suk và Kim Jong-kook đặc biệt là khả năng may mắn của mình, mặc dù thiếu hiểu biết trong câu đố kiến thức thông thường. Cô ấy còn được gọi là phiên bản nữ của Yoo Jae-suk và Kim Jong-kook. Cô ấy cũng là một trong những người thông minh nhất và là một "Át chủ bài".Song Ji-hyo còn được biết đến với biệt danh "Nữ thần giấc ngủ" vì cô có thể ngủ ở bất kì đâu hay "Gold Ji-hyo" vì chương trình thỉnh thoảng trao giải vàng cho người chiến thắng trong nhiệm vụ cuối cùng nhưng cô ấy là người luôn giành được nó. Cô là 1 trong những thành viên được nhiều người yêu thích nhất trong chương trình. Bài hát chủ đề của cô ấy là Bài hát chủ đề của Angry Birds và "Dam-da-di" của Lee Tzsche. Màu chính thức của cô ấy là màu tím. Con vật của cô ấy là một con Mèo hay Angry Bird. | [ 4 ]     |
| Yang Se-chan  | Strawberry Yang (양딸기) Vị vua mới của những bất hạnh (불운의 새로운 왕) Số 8 (여덟 번째) The Emerging Unlucky Guy (신흥꽝손) Quản gia (집사) Kẻ lừa đảo (쌥쌥이) Junior Lackey của Jong-kook (종국 주니어 래키) Vật yêu thích của chỉ huy (사령관의 즐겨 찾기) Yang No Name (양무명) Người hâm mộ lớn nhất của Jong Kook (종국의 가장 큰 팬) Bạn trai tương lai của So-min (소민의 will 남친) Rắn hổ mang (코브라) Sebastian (세바스찬) Yang Sebastian Ssep Ssep | Tập 321, 323 (khách mời) Tập 346 – nay (thành viên) | Một trong những thành viên trẻ nhất của chương trình, người ban đầu xuất hiện với tư cách khách mời trong một vài tập. Anh chính thức được thêm vào dàn thành viên chính thức kể từ tập 346. Kể từ khi trở thành thành viên, anh nhanh chóng trở thành thành viên của nhóm đen đủi cùng với Yoo Jae-suk, Jee Seok-jin và Lee Kwang-soo. Anh ấy bị các thành viên trêu chọc là số 8 (xấu nhất trong số các thành viên). Anh ấy thay thế Kwang-soo đóng vai tay sai chính của Jong-kook, và trở thành người yêu thích của anh ấy, vô tình khiến Kwang-soo tức giận vì bị bỏ rơi, tuy nhiên trong những tập sau, anh ấy và Kwang-soo trở thành bạn thân và cùng Kwang Soo làm người hầu của Kim Jong-kook. Màu biểu tượng của anh ấy là màu xám. Con vật biểu tượng là một con cá da trơn(?). |           |

### Thành viên cũ
| Tên           | Biệt danh | Khoảng thời gian                                             | Thông tin | Chú thích         |
| ------------- | --- | ------------------------------------------------------------ | --- | ----------------- |
| Lizzy         | Cô gái Busan (부산 소녀) Cô gái hèn nhát (겁 많은 소녀) Cô gái 19 tuổi (19 살 소녀) Vitamin (비타민) Tội nghiệp Lizzy (불쌍한 리지) | Tập 13 – 14, 292 (khách mời) Tập 18 – 27 (thành viên)        | Trước đây được biết đến là thành viên trẻ nhất của chương trình (19 tuổi), Lizzy được biết đến với vẻ ngoài dễ thương và "aegyo" của mình. Ban đầu cô xuất hiện với tư cách khách mời trong tập 13 và 14, nhưng sau đó đã tham gia vào làm thành viên chính thức trong tập 18. Cô cũng sử dụng phương ngữ Busan độc đáo khi nói. Lizzy đã rời "Running Man" kể từ tập 28. Lý do rời đi của cô ấy không bao giờ được đề cập trong chương trình, nhưng có thể do trùng lịch trình giữa chương trình và các hoạt động của nhóm nhạc After School. Sau 5 năm không xuất hiện trong chương trình, cô ấy sẽ trở lại với tư cách khách mời trong tập 292. Bài hát chủ đề của cô ấy là "A-ing", bởi nhóm phụ Orange Caramel của After School. |                   |
| Song Joong-ki | Flower Joong-ki (꽃 중기) Beautiful Boy Joong-ki (꽃미남 중기) Brain Joong-ki (브레인 중기) Chàng trai trẻ năng động/nhiệt tình(적극 청년) Thám tử Joong-ki (형사 중기) | Tập 1 – 41 (thành viên) Tập 66, 71, 97, 251, 283 (khách mời) | Thành viên visual của chương trình, người đã được giới thiệu cùng với Gary và Lee Kwang-soo như một trong những "tân binh" do thiếu kinh nghiệm trên các chương trình tạp kỹ trước Running Man. Anh được biết đến với sự thông minh, nhiệt tình và lạc quan, thường xuyên thử những điều mới và cố gắng tìm ra các câu đố và lập chiến lược trong các nhiệm vụ của cuộc đua; nhưng thường dẫn đến thất bại cuối cùng. Trong tập 41, anh rời khỏi Running man để tập trung vào sự nghiệp diễn xuất của mình, và sự ra đi xảy ra vào cùng năm 2011 khi Lizzy rời đi. Tuy nhiên, anh ấy đã xuất hiện trở lại trong tập 66 với tư cách khách mời. Ban đầu anh dự định sẽ trở lại với tư cách khách mời trong tập 283 của Smile Cup 2016, nhưng sau đó xuất hiện trong tập phim đó như một sự xuất hiện đặc biệt chỉ vì chấn thương ở đầu gối, ngăn cản anh ta tham gia các nhiệm vụ. Bài hát chủ đề của anh ấy là "Pretty Boy", bởi M2M. Màu biểu tượng của anh ấy là màu xanh da trời. |                   |
| Gary          | Gary bình yên (평온 개리) Bậc thầy của nỗi đau (고통 의 달인) Gary căng thẳng (스트레스 개리) Điệp viên công nghiệp (산업 의 스파이) Gary thẳng thắn (직진 개리) Võ sĩ Gae (개 복서) Ông trùm (태풍) Gaelly (갤리) Bạn trai ngày thứ 2 (월요 남친) Mr. Gary (개리 쒸) Wild Gary (야생 개리) Chỉ huy đột ngột (뜬금 능력자) Mr. Random Capable (임의 씨 가능) Mực (오징어) Gae-cholas Cage (개코 라스 케이지) | Tập 1 – 324 (thành viên) Tập 325, 336 (khách mời)            | Thành viên trung thực và cả tin nhất của chương trình, người được giới thiệu cùng với Lee Kwang-soo và Song Joong-ki là một trong những "tân binh tạp kỹ" do thiếu kinh nghiệm trên các chương trình tạp kỹ trước Running Man. Trong chương trình anh cùng với Song Ji-hyo là cặp đôi Monday Couple, và là tình địch của Haha. Mặc dù đôi khi tỏ ra khá thiếu hiểu biết, nhưng anh ấy được biết đến là "Người đàn ông đầy bất ngờ" và là "chú ngựa đen" của Running Man trong các nhiệm vụ. Khi tổ chức cuộc đua ai là thành viên giỏi nhất Running man anh đã thắng 2 lần liên tiếp. Anh ấy cũng được biết đến là người dễ cáu kỉnh bất cứ khi nào các thành viên, đặc biệt là Haha, gọi anh ấy là "con mực" (như một từ ngữ có nghĩa là xấu xí), điều này khiến anh ấy thường xuyên chán nản. Các bài hát chủ đề của anh ấy là các bài hát Leessang khác nhau của anh ấy. Anh ấy đã rời khỏi dàn diễn viên kể từ tập 324 để tập trung vào sự nghiệp âm nhạc của mình, nhưng một thời gian ngắn trở lại trong tập 325 sau đó với là tập 336 trong tuần lễ các thành viên. Con vật tương trưng của anh ấy là một con khỉ. |                   |
| Lee Kwang-soo | Hươu cao cổ (기린) Framer Kwang-soo (모함 광수) Máy nhảy (댄싱 머신) Hươu cao cổ nhiều thủ đoạn (꼼수 기린) Kwangvatar (광 바타) Kẻ phản bội Kwang-soo (배신 광수) Biểu tượng phản bội (배신 의 아이콘) Biểu tượng của vận rủi (불운 의 아이콘) Hoàng tử châu Á (아시안 프린스) Thần đa dạng (예능 신) KwangToad (광 두꺼비) Kwang-ja (광자) Lee Sa-rang (이사 랑) Người đàn ông dễ rơi vào tình yêu (쉽게 사랑 에 빠지는 남자 / 쉽 사빠) Chiếc xe ngựa kỳ cựu của Jong-kook (종국 베테랑 래키) Bạn của Joong Ki (중기 의 친구) Yêu hươu cao cổ (사랑 기린) Diễn viên hài thân yêu của tôi (아끼는 개그맨 후배) Rắn hổ mang hay hổ mang chúa Quản gia của Jo In-sung | Tập 1 – 559 (thành viên)                                     | Thành viên cao nhất và "chơi dơ" nhất trong các thành viên Running man (1m92), ban đầu được giới thiệu cùng với Gary và Song Joong-ki là một trong những "tân binh tạp kỹ" do thiếu kinh nghiệm tham gia các chương trình tạp kỹ trước Running Man. Trong những tập trước đó, anh ấy được biết đến với việc đóng khung các thành viên của mình bằng những tin đồn đáng xấu hổ và thường là vô lý. Anh ấy thường được chọn bởi các thành viên còn lại, đặc biệt là Kim Jong-kook và Yoo Jae-suk, do bản tính nhút nhát của anh ấy. Anh chiêu đãi người xem với tư cách là Vua của những kẻ phản bội, gian lận và hổ mang chúa trong chương trình. Anh ta cũng được biết đến là một trong những thành viên kém may mắn nhất và bị phạt nhiều nhất, đã kiếm được kết quả tồi tệ nhất trong hầu hết các nhiệm vụ dựa trên may mắn. Nó được tiết lộ rằng anh ấy là một trong những thành viên nổi tiếng nhất và tạo được danh tiếng lớn ở nhiều khu vực khác nhau của châu Á thông qua bộ phim, điều này khiến những người khác bị sốc. Anh đã có được biệt danh "Hoàng tử châu Á" từ đó. Sau 11 năm là thành viên bình thường của chương trình, anh ấy đã rời khỏi dàn diễn viên trong tập 559 do chấn thương mắt cá chân kéo dài do tai nạn xe hơi năm trước. Các bài hát chủ đề của anh ấy là "Saint Agnes and the Burning Train" của Sting, chủ đề chính của Public Enemy, Kidding from Super Monkey Returns và "Theme of False Emperor" từ Sangokushi Taisen. Màu sắc biểu tượng của anh ấy là màu đen. Con vật biểu tượng của anh ấy là Hươu cao cổ. | [ 6 ] [ 7 ] [ 8 ] |
| Jeon So-min   | Người phản bội (여성 반역자) Phiên bản nữ của KwangSoo (여성 광수) Người mất tích (누락 된 사람) Cô gái lang thang (떠돌아 다니는 여자) Quý cô điên (돌 + 아이) Ếch (개구리) Vẹt (앵무새) Quý cô nam châm (자석 인간) Điều tra viên (수사관) Công tố viên tình yêu So-min (연애 검찰 돌 소민) Clumsy Jeon (전 어리) Tâm lý (정신병자) Fart Lady (방귀 아가씨) Jeon Fart (전 방) The Love Frog (사랑 개구리) Nhà thơ So-min (시인 소민) Thần tượng giả mạo (가짜 우상) Nhà thơ điên (정신 나간 시인) Bạn gái của Se-chan (?) (세찬 의 여 친구 (?)) Trọng tài (심판)                                                                                                   | Tập 224, 343 (khách mời) Tập 346 – 679 (thành viên)          | Một trong những thành viên trẻ nhất của chương trình, người ban đầu xuất hiện với tư cách khách mời trong một vài tập. Cô chính thức được thêm vào dàn diễn viên chính kể từ tập 346. Cô có khả năng giữ các vật bằng thép trên cơ thể như một nam châm. Cô được biết đến như phiên bản nữ của Lee Kwang-soo và Haha vì phản bội các thành viên khác. So Min nhận vai trò từ Kwang Soo, thường bị xao xuyến khi gặp những nam khách mời đẹp trai, mặc dù các thành viên khác thường xuyên trêu chọc cô ấy bằng cách gán ghép cô với Yang Se-chan hoặc Kim Jong-kook. Cô ấy trở nên đáng sợ khi dính vào tiền. Bài hát chủ đề của cô là "Careless Whisper" của George Michael và "Tunak Tunak Tun" của Daler Mehndi. Màu tượng trưng của cô ấy là màu hồng. Con vật biểu tượng của cô ấy là một con ếch và một con vẹt. |                   |

## Các mối quan hệ

### Các mối quan hệ hiện nay
| Các thành viên              | Quan hệ | Thông tin chi tiết | Chú thích         |
| --------------------------- | --- | --- | ----------------- |
| Yoo Jae-suk, Kim Jong-kook  | Đối thủ vĩnh cửu (영원한 숙적) Hai trụ cột quyền lực của Running Man (런닝 맨 권력 양대 산맥) | Bộ đôi này thường xuyên tranh cãi khi gặp nhau và bị đưa ra lời lẽ chống lại nhau. Thường thì Kim Jong-kook thắng trận. Họ đã được biết đến là đối thủ của nhau kể từ tập đầu tiên, và được coi là hai trong số những người chơi mạnh nhất trong chương trình. |                   |
| Kim Jong-kook, Song Ji-hyo  | SpartAce (스파 타 에이스) Commander và Ace (능력자 & 에이스) Fearless Duo (용감한 듀오) Trò mạo hiểm Duo (익스트림 스포츠 의 듀오) Good Fortunes (좋은 행운) The Predators (육식 동물) Slave Hunter Couple (노예 사냥꾼 커플) Kook-Mong Couple (국멍 커플) American Couple (미국 커플) Future Couple (미커 / 미래 커플) | Mối quan hệ "Ace" và "Sparta" lần đầu tiên được mô tả trong tập 21. Sau đó họ trở thành một trong những đội mạnh nhất. Trong tập 379, họ đã chứng tỏ tình yêu của mình đối với các môn thể thao mạo hiểm và cưỡi chiếc Nevis Swing đáng sợ của New Zealand lộn ngược đối mặt với cảnh quan; cách nguy hiểm và khắc nghiệt nhất để trải nghiệm chuyến đi. Họ là một trong những cặp tương thích nhất trong chương trình. Khi hai người này kết hợp với nhau, họ là bất khả chiến bại cùng nhau và luôn giành chiến thắng. Họ còn thể hiện phản ứng hoá học bùng nổ của mình, họ cũng được đông đảo người hâm mộ toàn châu Á gán ghép với nhau không kém Monday Couple. | [ 14 ] [ 15 ]     |
| Yoo Jae-suk, Song Ji-hyo    | Candy Alliance (사탕 동맹) Yoo-Mong Siblings (유멍 남매) Ace Couple / Anh chị em / Đội (에이스 커플 / 남매 / 팀) Candy Couple | Hai người này luôn là đối thủ gay gắt vì họ thường xuyên cãi nhau và gây gổ với nhau. Trong tập 42, Song Ji-hyo đã đưa cho Yoo Jae-suk một viên kẹo để liên minh với anh ta. Cuối cùng, Song Ji-hyo đã phản bội Yoo Jae-suk bằng cách xé thẻ tên của anh ấy. Phản ứng hóa học tuyệt vời của họ đã được chú ý từ rất sớm ngay cả trước khi chương trình bắt đầu trên Family Outing. Họ được đặt biệt danh là "anh em quốc dân" nhờ sự ăn ý và những pha cãi nhau hài hước. Họ là một trong những cặp hợp nhau nhất trong chương trình. Khi hai người kết hợp với nhau, họ vô hình trung và luôn chiến thắng (điển hình là tập 455). Thực tế, cô ấy là một trong những ba người phụ nữ có thể và dám trở nên dã man với Yoo Jae-suk (cùng với Lee Hyori và Jessi). Cả hai thể hiện một quan hệ đẹp đẽ Tom và Jerry. Mặc dù luôn cãi vã và đánh nhau nhưng họ luôn quan tâm đến nhau, như anh em ruột thịt. | [ cần dẫn nguồn ] |
| Kim Jong-kook, Jee Seok-jin | Người mạnh nhất và yếu nhất (최강 과 최약) Đối tác khó xử (어색한 파트너) | Trong tập Running Man Hunting đầu tiên (Tập 52), Kim Jong-kook và Jee Seok-jin là những thành viên đầu tiên bị loại khi tung xúc xắc trong nhiệm vụ "Race to Kyungjoo". Vì đây là lần đầu tiên thành viên mạnh nhất và yếu nhất ở cùng nhau nên bầu không khí sau khi bị loại rất khó xử. Yoo Jae-suk là người đầu tiên chỉ ra sự kết hợp mới nhất của bộ phim. |                   |
| Yoo Jae-suk, Jee Seok-jin   | Suk-Brothers (석 브라더스) Two-Suks (투석 스) | Hai MC đã là bạn thân hơn 20 năm và cả hai đều có "Suk" trong tên của họ. Tuy nhiên, Jee Seok-jin luôn ghen tị với mối quan hệ tốt đẹp mà Jae-suk có với Kim Jong-kook. Trong tập 27, Jee Seok-jin được gọi là "hoa hướng dương" của Yoo Jae-suk (luôn hướng về phía anh) và chính thức được đặt tên như vậy trong tập 40. Họ là thành viên lớn tuổi nhất trong đội. Jaesuk cũng thích bày trò chọc phá Sukjin. | [ 16 ]            |
| Kim Jong-kook, Haha         | My Big Brother and My Little Brother (우리 형, 내 동생) The Grim Reapers (저승 사자) | Hai người này thường ở cùng một đội và họ có mối quan hệ anh trai / em trai đáng mến trong suốt chương trình và thường xưng hô với nhau một cách vui tươi. Hai người đã là bạn thân của nhau từ trước khi có X-man. Cả hai đã cùng nhau biểu diễn và lưu diễn với tên gọi là Running Man Brothers. |                   |
| Haha, Yoo Jae-suk           | Ha-Suk (하석) | "Loveline" này được hình thành sau khi thông báo rằng Song Ji-hyo đang hẹn hò với giám đốc điều hành của công ty cô ấy trong tập 82. Jee Seok-jin nhận xét rằng cần có một tình yêu mới trong chương trình. Sau đó, Haha bình luận rằng anh ấy đang chuẩn bị cho một đường tình duyên và Yoo Jae-suk ngay lập tức trả lời đùa rằng anh ấy không thể ngủ được vì anh ấy đã nghĩ về Haha quá nhiều. Họ thường tranh cãi với nhau bằng những siêu năng lực được đưa ra trong tập 74. "Kẻ kiểm soát thời gian" và "Người khiến tôi phát điên" là hai cụm từ được Yoo Jae-suk và Haha nói nhiều nhất. | [ 16 ]            |
| Haha, Song Ji-hyo           | Anh em Hahyo (하효 남매) Anh em Mapo-Gu (마포구 의 형제)\ | Trong những tập trước, Haha và Song Ji-hyo từng vướng vào mối tình tay ba với Gary. Tuy nhiên Haha đã kết hôn vào năm 2012 và mối tình tay ba giữa cả ba đã kết thúc. Bộ đôi này là một trong những cặp đôi ăn ý nhất trong chương trình. Ngày nay, Ji-hyo có xu hướng chọn Haha trong các cuộc đua đôi, dẫn đến việc họ kết hợp với nhau rất nhiều. Họ được biết là đang sống trong cùng một khu phố, do đó có quan hệ "Anh chị em Mapo-gu". | [ 18 ] [ 19 ]     |
| Yoo Jae-Suk, Yang Se-chan   | Anh em miệng nhô ra (튀어 나온 입 형제) | Họ có cái miệng nhô ra và cả hai có một đặc điểm chung vừa rất ồn ào vừa nói nhiều. Do bản tính hay nói, cả hai đều chế giễu Lee Kwang-soo và khi một người không chế giễu anh ta thì người kia sẽ làm. |                   |
| Kim Jong Kook, Yang Sechan  | Búp bê đính kèm Jong-kook và Junior Lackley của anh ấy (대 애착 인형) | Yoo Jae Suk đã đặt biệt danh cho họ sau khi anh ấy nhận ra rằng cả hai thường hay gắn bó với nhau ngay cả khi ở ngoài chương trình. |                   |
| Jee Seok-jin, Song Ji-hyo   | Bố và con gái | Mối quan hệ bố- con được xác định vào tập 147 khi Gary đòi Jee Seok-jin gả Song Ji-hyo cho anh ấy. Và Jee Seok-jin đã nhận Song Ji-hyo là con gái và không đồng ý gả cưới. |                   |

### Các mối quan hệ trước đây
| Các thành viên                                                            | Quan hệ | Thông tin chi tiết | Chú thích            |
| ------------------------------------------------------------------------- | --- | --- | -------------------- |
| Gary, Song Ji-hyo                                                         | Cặp đôi thứ hai (월요 커플) | Người tình cũ chính thức của chương trình, họ thể hiện sự quan tâm đến nhau vào các ngày thứ Hai, ban đầu là ngày chương trình được quay. Lần đầu tiên đề cập đến thuật ngữ "Cặp đôi thứ hai" là trong tập 12, mặc dù mối quan hệ đã phát triển một vài tập trước đó. Mối quan hệ dường như chỉ có một chiều cho đến tập 16 khi Ji-hyo nói với dàn diễn viên rằng vào thứ Hai cô ấy có một người đàn ông, ám chỉ Gary. Haha đã có một mối tình tay ba với họ trong một số tập trước đó. Sau đó, chương trình được quay vào cả thứ Hai và thứ Ba, dẫn đến những câu chuyện cười về cặp đôi này không có hiệu lực vào các ngày thứ Ba. | [ 20 ] [ 21 ] [ 22 ] |
| Gary, Song Ji-hyo, Haha                                                   | Song Ji-Hyo và hai đứa trẻ (송지효 와 두 아이) Tam giác tình yêu (삼각 관계) Ace and the Two Kids (에이스과 두 아이)                               | Vào đầu lịch sử Running Man, đã tồn tại một mối tình tay ba giữa cặp đôi thứ hai và Haha. Nó đã được chiếu trong các tập trước đó, chẳng hạn như tập 20 và 43, chẳng hạn như cách Haha và Gary cạnh tranh với Song Ji Hyo. Trong tuần lễ của Song Ji-hyo (tập 333), Haha thậm chí còn nói đùa xin lỗi vì đã cưới vợ Byul và nói rằng anh có thể đã giành được tình yêu của cô ấy. | [ 19 ]               |
| Song Joong-ki, Song Ji-hyo                                                | Song-Song Siblings (송송 남매) Song-Song Couple | Lần đầu tiên nó thu hút sự chú ý từ tập 15 khi Song Joong-ki hôn lên má Song Ji-hyo. Sau đó, họ phát triển thành một mối quan hệ chị em ruột thịt với tên gọi Song-Song Siblings. | [ 23 ]               |
| Kim Jong-kook, Gary, Haha, Lizzy                                          | Kim Jong-kook và hai đứa trẻ (김종국 과 아이 둘) Kim Jong-kook và ba đứa trẻ (김종국 과 세 자녀) Đội đuổi bắt (추격 팀)                            | Một sự thay đổi về tên của ban nhạc Hàn Quốc Seo Taiji and Boys (서태지와 아이들) trước đây. Trong những tập trước, Gary và Haha thường được tìm thấy trong cùng một đội, và thường nằm dưới sự kiểm soát của Kim Jong-kook độc đoán. Vì vậy, họ thường tỏ ra sợ hãi Kim Jong-kook. Lizzy sau đó đã gia nhập nhóm ở tập 20 để thành lập "Kim Jong-kook and the Three Kids". Ba người này hầu như luôn được chọn làm đội đuổi bắt. Sau khi thay đổi định dạng, họ cũng thường hợp tác với khách. Họ cũng thường được nhìn thấy đứng cùng nhau trong buổi khai trương. |                      |
| Lee Kwang-soo, Song Joong-ki                                              | Bạn cùng tuổi (동갑 내기) | Lee Kwang-soo tuyên bố là bạn thân của Song Joong-ki vì họ bằng tuổi (cả hai đều sinh năm 1985), nhưng Song Joong-ki thường phủ nhận tình bạn thân thiết của họ, khiến Kwang-soo tỏ ra chán nản. Song Joong-ki cuối cùng đã thừa nhận tình bạn thân thiết của họ trong bài phát biểu cuối cùng của anh ấy trong quá trình quay tập cuối cùng của anh ấy (Tập 41). |                      |
| Gary, Haha                                                                | Sự kết hợp Ga-Ha (가하 컴비) Hai đứa trẻ (아이둘) Đối thủ thực sự (레알 라이벌) Mực và Bạch tuộc (오징어 와 주꾸미)                                | Sự cạnh tranh giữa Gary và Haha đã tồn tại từ cách trở lại và nó trở nên tồi tệ hơn khi họ tranh giành Ji-hyo khi họ tham gia vào một mối tình tay ba nhưng chỉ mới được xác nhận gần đây trong tập 275, nơi họ đã cãi nhau nhiều hơn bình thường trong vài tập trước. Trớ trêu thay, họ thường ở cùng một đội và đã giành chiến thắng trong nhiều lần. |                      |
| Lee Kwang-soo, Jee Seok-jin                                               | Mới Dumb and Dumber (신형 덤앤 더머) Easy Brothers (이지 브라더스) Feel, Touch, Cross! (필촉 크로스)                                               | Các mới Dumb and Dumber quan hệ lần đầu tiên được mô tả trong Episode 65 khi họ đã trở thành một bộ đôi, hành động tương tự như Dumb and Dumber vài Family Outing. Sau đó, họ được biết đến với cái tên Easy Brothers khi được chỉ định làm điệp viên cho Tập 68, và manh mối được đưa ra cho các thành viên khác đe dọa tiết lộ danh tính của họ. Manh mối là "Easy", là sự kết hợp giữa họ của họ 이 (Lee, phát âm là ee) và 지 (Ji). Bất cứ khi nào họ kết đôi, họ cũng được biết đến với việc biểu diễn "Feel, Touch, Cross!" (필, 촉, 크로스!) Hô trước mỗi nhiệm vụ. | [ 16 ]               |
| Kim Jong-kook, Lee Kwang-soo, Jee Seok-jin                                | Serengeti (세렝게티) Vương quốc động vật (동물 의 왕국) Kook-Easy Brothers (국 이지 브라더스)'                                                     | Nhóm này có một bộ biệt danh động vật. Kim Jong-kook là hổ, Jee Seok-jin là linh dương, và Lee Kwang-soo là hươu cao cổ. Khi được nhóm lại, họ luôn có bầu không khí như ở Serengeti như lời Kim Jong-kook nói trong tập 87. |                      |
| Lee Kwang-soo, Haha                                                       | Bậc thầy phản bội (배신 마스터) Anh em phản bội (배신 형제) Cao nhất và lùn nhất (가장 높고 가장 짧은) Anh em nhà hổ (호랑이 나방 형제)            | Trong tập 99, bộ đôi được giao một nhiệm vụ gián điệp để lật đổ các vị vua của họ nhưng họ đã thất bại. Họ được biết đến là những thành viên có kỹ năng gian lận và phản bội ấn tượng đến mức phản bội lẫn nhau. Chúng còn được gọi là 'Bướm đêm' cùng với So-min vì chúng bị thu hút bởi tiền bạc giống như cách loài bướm đêm bị ngọn lửa thu hút, thậm chí còn tệ hơn các loài bướm đêm khác. |                      |
| Yoo Jae-suk, Lee Kwang-soo                                                | Yoo-Lee Brothers (유이 브라더스) Yoo-Lee, tôi nhớ các bạn! (유이 보고 싶다) Lee-Yoo (이유) Dumb and Dumber (덤앤 더머) The Unlucky Duo (꽝손 듀오) | Bộ đôi được thành lập khi Yoo Jae-suk và Lee Kwang-soo kết đôi trong Tập 90 bằng cách kết hợp họ của cả hai lại với nhau, 유 (Yoo) và 이 (Lee, phát âm là ee). Trong suốt tập 90, Yoo Jae-suk và Lee Kwang-soo thường xuyên "Yoo-Lee". Thông thường, Lee Kwang-soo sẽ nói rằng nó giống như tên của After School 's Uee, và dẫn đến việc các thành viên tuyên bố rằng họ nhớ cô ấy. Cuối cùng, họ đã gặp và hợp tác với Uee trong tập 137, thực hiện màn "giao nhau giữa Yoo-Lee". Tên cũng liên quan đến IU, một ca sĩ nổi tiếng của Hàn Quốc. | [ 16 ]               |
| Lee Kwang-soo, Yoo Jae-suk, Jee Seok-jin                                  | Jail Regulars Trio (감옥 단골 3 인방) Lee-Yoo-Ji Brothers (이유 지 브라더스) The Unlucky Trio (꽝손 트리오) The Unlucky Brothers (꽝손 브라더스)   | Trong các tập trước, bộ ba này thường bị loại sớm nhất trong Bells Hide and Seek, và gặp nhau tại nhà tù. Họ còn được gọi là Lee-Yoo-Ji, một dạng tiến hóa của Easy Brothers. Nó được tạo ra khi Jee Seok-jin ghen tị với Lee Kwang-soo thân thiết với Yoo Jae-suk, và tự xưng là Lee-Yoo trong tập 81. Hỏi liệu Lee Kwang-soo đang ở với Easy hay Lee-Yoo mới, Yoo Jae-suk trả lời "đó là lý do" ("lý do" là "Lee-Yoo-Ji" trong tiếng Hàn), và Jee Seok-jin miễn cưỡng gia nhập họ để trở thành Lee-Yoo-Ji, trong đó họ của họ được đặt cùng nhau. |                      |
| Kim Jong-kook, Lee Kwang-soo                                              | Chỉ huy Jong Kook và đệ tử Soo (능력자 종국 과 그의 조수) Kook-Soo (국수) Hổ và Hươu cao cổ (호랑이 와 기린)                                       | Mối quan hệ của họ được hình thành trong Tập 82 khi Lee Kwang-soo và Kim Jong-kook được ghép đôi trong một đội. Vì Kim Jong-kook giống hổ và Lee Kwang-soo giống hươu cao cổ, mối quan hệ của họ được gọi là Hổ và Hươu cao cổ. Điều này lại xảy ra trong tập 84 khi Lee Kwang-soo và Kim Jong-kook được đội đối lập chọn để ghép đôi với nhau bằng còng giấy, khiến cả hai dính chặt vào nhau trong phần còn lại của tập phim. Hai người thể hiện mối quan hệ giống Tom và Jerry. Trong các tập sau, Kim Jong-kook coi Lee Kwang-soo là tay sai trung thành nhất của mình. | [ 16 ] [ 24 ]        |
| Haha, Lee Kwang-soo, Jee Seok-jin                                         | Câu lạc bộ những kẻ phản bội (배신자 클럽) | Sau khi Haha và Lee Kwang-soo trở thành bậc thầy phản bội, Jee Seok-jin đã được thêm vào và họ trở thành Đội phản bội. Họ được biết đến với sự phản bội liên tục trong các nhiệm vụ. Họ thậm chí có thể phản bội lẫn nhau, do đó sự ngờ vực luôn tồn tại trong đội. Trong tập 146, có một tập phim có sự góp mặt của họ, nơi họ bị liệt vào Câu lạc bộ những kẻ phản bội, những người cố gắng đánh cắp một kho báu. | [ 16 ]               |
| Lee Kwang-soo, Song Ji-hyo                                                | Anh chị em Mong-Kwang (멍광 남매) | Hai người này thường xuyên chiến đấu với nhau. Hai người thể hiện mối quan hệ giống Tom và Jerry. Mặc dù thường xuyên đánh nhau nhưng họ chăm sóc lẫn nhau như anh em ruột thịt, tương tự như mối quan hệ của Yoo Jae-suk và Song Ji-hyo. Song Ji-hyo đã được hỏi rằng thành viên nào mà cô ấy thoải mái và thân thiết nhất trong Running Man và cô ấy đã đề cập đến Lee Kwang-soo. | [ 18 ] [ 25 ] [ 26 ] |
| Lee Kwang-soo, Jeon So-min                                                | Kwang-Dol Siblings (광돌 남매) Tiger Moth Siblings (호랑이 나방 형제)                                                                              | Kể từ lần đầu tiên xuất hiện trong chương trình, Jeon So-min đã thể hiện những nhân vật giống Lee Kwang-soo. Họ có phản ứng hóa học tuyệt vời, dễ dàng phản bội, lừa dối các thành viên khác và lẫn nhau, ngay cả khi là đối tác của nhau. Hai người họ được gọi là ''Bướm đêm'' cùng với Haha vì hai người bị thu hút bởi tiền bạc giống như cách loài bướm đêm bị ngọn lửa thu hút, thậm chí còn tệ hơn những loài bướm đêm khác. |                      |
| Kim Jong-kook, Haha, Lee Kwang-soo, Yang Se-chan                          | Kim Jong-kook và ba chú khỉ của anh ấy (김종국 과 삼 개의 협박)                                                                                    | Nhóm này được thành lập sau khi Yoo Jae-suk tạo ra nó, do các thành viên được đề cập đều ở trong một nhóm. Kim Jong-kook là trưởng nhóm và ba thành viên khác phải phục vụ Jong-kook để anh ấy không chọn một trong ba tay sai để đi đến điểm thu hút nguy hiểm. Bốn thành viên cũng thường có một mối liên hệ đặc biệt, điều mà các thành viên khác trong chương trình không thể hiểu được. |                      |
| Yoo Jae-suk, Jee Seok-jin, Lee Kwang-soo, Yang Se-chan                    | Những người không may mắn (똥 덩어리) Bộ tộc xấu xí (오징어 족) Đội quân không may mắn (운 이 없는 복수 자) The F4 (에서 F4)                       | Trước khi Yang Se-chan tham gia chương trình, Yoo Jae-suk, Jee Seok-jin, Haha và Lee Kwang-soo được biết đến là những thành viên không may mắn. Yang Se-chan được cho là không may mắn và đã gia nhập bộ ba xui xẻo thay thế Haha để thành lập một nhóm gọi là "Những người không may mắn." Họ cũng được đặt cho biệt danh "bộ tộc xấu xí" trong tập 346 khi người ta kết luận rằng khi thế giới kết thúc, bốn người đàn ông sẽ ở bên nhau. Trong tập 425, Yoo Jae-suk đã mỉa mai gọi mình là F4, ám chỉ đến Boys Over Flowers nơi F4 là một nhóm gồm 4 chàng trai đẹp như hoa. Chữ F trong trường hợp của họ có thể là chữ F thay vì chữ Hoa.                                                                                                  |                      |
| Yoo Jae-suk, Haha, Jee Seok-jin, Lee Kwang-soo, Jeon So-min, Yang Se-chan | Bướm đêm (불나방) The Six Fools | Trong tập 356, các thành viên phải chọn một lối thoát để có được một số tiền nhất định cho nhiệm vụ. Yoo Jae-suk, Jee Seok-jin, Haha, Lee Kwang-soo, Yang Se-chan và Jeon So-min tiếp tục nói với nhau rằng họ sẽ đi đến lối ra số 8, do đó được mệnh danh là những con thiêu thân.- |                      |
| Yoo Jae-suk, Jee Seok-jin, Lee Kwang-soo, Jeon So-min                     | Các thành viên bị phạt (페널티 멤버) Đội không may mắn (불운 한 팀)                                                                                | Những thành viên này gặp xui xẻo khi bị trừng phạt, họ là những người bị trừng phạt trong các cuộc trừng phạt của Nhật Bản trong Cuộc đua toàn cầu, Úc trong Tour du lịch một nửa và một nửa và Anh trong Dự án Gói gia đình, họ cũng gặp xui xẻo thay cho những người xui xẻo khác như HaHa hoặc Yang Se-chan trong các hình phạt được đưa ra trong mỗi tập phim. |                      |
| Yoo Jae-suk, Jee Seok-jin, Song Ji-hyo Lee Kwang-soo                      | Đội nhiệm vụ (미션 팀) Teletubbies (텔레 토비) | Khi bắt đầu Running Man, họ luôn chia thành các đội làm nhiệm vụ và đuổi bắt. Bốn người này luôn ở trong cùng một đội, đó là đội truyền giáo cho dù đó là chỉ dẫn, được lựa chọn hay số phận. Nếu Running man chia làm 2 đội đuổi- bắt, họ luôn cần phải trốn. Sau khi thay đổi định dạng, họ cũng thường lập nhóm với khách. Họ cũng thường xuyên đứng cùng nhau trong buổi khai trương. |                      |
| Song Ji-hyo, Haha, Yang Se-chan, Lee Kwang-soo                            | Nguồn của Sự tự tin của Wangko (왕코 자신감 의 근원 무신 이 3 총사) Quiz Strangers (퀴즈 모르는 사람들) Kkang kkang (깡깡)                         | Nhóm được thành lập vào tập 501 khi họ có cuộc chiến người mạnh nhất Running Man Quiz. Jee Seok-jin đã gọi Yang Se-chan, Haha, và với sự giúp đỡ của Yoo Jae-suk, Lee Kwang-soo, là bộ ba ngu ngốc vì màn trình diễn thiếu bình thường của họ trong các phân đoạn đố vui. Haha, mặt khác, chỉ Song Ji-hyo là đội trưởng thực sự của họ. Bất chấp sự thông minh nhanh nhẹn và sức mạnh của Ji-hyo, thứ đã khiến cô ấy được gọi là "Át chủ bài của Running Man", Ji-hyo thường chậm chạp trong các câu đố. | [ 27 ]               |
| Haha, Yang Se-chan, Lee Kwang-Soo                                         | Jong-Kook's Lackeys (종국 의 하키) The Suck-up (업업)                                                                                              | Vì sự thống trị và quyền lực của Jong Kook, ba người này thường cố gắng ở cùng một đội với anh ấy, và họ không ngại làm người hầu của anh ấy. Ngoài ra, trong tập 504, khi họ giễu cợt rằng họ là bạn thân nhất của anh ấy, họ nói rằng họ là những quản gia của Jong-kook. |                      |
| Jee Seok-jin, Jeon So-min                                                 | Bộ đôi vụng về Jeon và Ji (전 어리 와 지석 바리)                                                                                                   | Trong tập 372, khi Lee Kwang-soo đang chọn các thành viên tham gia vào đội của Kim Jong-kook để tham gia một trò chơi, Jee Seok-jin đề nghị anh ấy thêm "những người vụng về" vào đội. Lee Kwang-soo thêm anh ấy vào đội và kết thúc thêm Jeon So-min vào đội cũng như cho rằng cả hai đều "vụng về". Điều này khuyến khích các thành viên khác gọi họ là "Đội vụng về" và Yoo Jae-suk đặt cho họ một biệt danh mới là "Jeon vụng về và Ji lúng túng". Khi Jeon So-min lần đầu tiên tham gia chương trình, cô ấy đã từng chăm sóc Yoo Jae-suk và Jee Seok-jin vì họ lớn tuối đem đến cảm giác như là con gái/cháu gái của họ. Trong tập 542, hãy cổ vũ "Feel! Touch! Cross!" (mà Seok-jin làm với Lee Kwang Soo) có tên "Slow! Clumsy! Cross!". |                      |
| Kim Jong-kook, Jeon So-min                                                | Cặp đôi Kook-Min / Anh em quốc dân / Anh em (국민 커플/남매)                                                                                       | Hai người kết đôi lần đầu tiên trong nhiệm vụ bí mật của Tập 349 mang tên Kook-Min's Pick liên quan đến Dự án Cuộc đua Toàn cầu. Sau đó, cả hai thể hiện mối quan hệ tốt đẹp, đặc biệt Kim Jong-Kook thể hiện sự tốt bụng và mang lại may mắn cho Jeon So-min khi kết đôi cùng nhau. Mối quan hệ này được thể hiện rõ hơn trong tập 434. Họ đôi khi bị trêu chọc cùng nhau. |                      |
| Song Ji-hyo, Jeon So-min                                                  | Chị em Mong-Dol (멍돌 자매) | Điều này được hình thành trong tập 351 khi Yoo Jae-Suk gọi họ là 'chị em Mong-Dol' và nói rằng 'Mong' (trống) áp dụng cho Song Ji-hyo và 'Dol' (một dạng rút gọn của điên) áp dụng cho Jeon So-min. Hai chị em có mối quan hệ vô cùng thân thiết trong chương trình và mỗi lần 2 chị em có chơi trò chơi với nhau, Song Ji Hyo thường thắng. | [ 29 ]               |
| Yoo Jae-suk, Jee Seok-jin, Jeon So-min                                    | Gia đình Baribari (바리 바리 가) Jeon So-min và 2 người cha (전소민 과 아버지 돌) Jeon So-min và 2 người chú (전소민 과 아저씨 둘)                 | Mối quan hệ của ba người là những người bạn kém may mắn vì họ thường thất bại trong nhiệm vụ khi ở chung một đội. Bắt đầu khi họ thất bại trong nhiệm vụ ở Osaka (Tập 347 & 348) và ở Mông Cổ (Tập 351-353) với Ji-hyo. Đặc biệt khi 3 người cùng rơi vào địa ngục ramen, thứ khiến họ thất bại trong nhiệm vụ, bắt đầu từ Tập 390 ở Okinawa, và trong Đặc biệt của năm cuối cùng (Tập 429-431). Họ cũng được công nhận vì sự kém may mắn và bền bỉ. Bên cạnh đó, So Min luôn phàn nàn khi được kết hợp với hai người này vì họ đã lớn tuối và rất thiếu thốn. Đội của họ trông giống như 2 người cha và một cô con gái/chú và một cháu gái. |                      |